# Tympanum
El tympanum o tympanon, en plural tympana, era un instrumento de percusión perteneciente a la familia de los membranófonos. Se trata de un tipo de tambor de marco que surgió en la Antigüedad en Oriente Próximo y estuvo presente en diversas culturas como Antiguo Egipto, Grecia y Roma. Con frecuencia era interpretado por mujeres e iba asociado a los cultos de Cibeles, Dioniso y Sabacio, donde aparecía casi invariablemente acompañado por el aulós. Es un antecesor del pandero y la pandereta que están presentes prácticamente en cualquier cultura.

## Descripción
Este instrumento consistía en un marco de metal o madera de forma circular que medía aproximadamente 30 cm de diámetro. Está cubierto por ambos lados por una membrana de piel. Por lo general, en la iconografía se muestra sostenido en la mano izquierda y golpeado por las yemas de los dedos de la mano derecha. Algunas representaciones muestran decoraciones u objetos parecidos a crótalos alrededor del marco.

## Usos
Se cree que el instrumento llegó a Grecia desde Asia Menor en el siglo V a. C. debido a la ausencia de cualquier referencia a él en Homero o los poetas líricos arcaicos así como a su repentina aparición en el arte y la literatura de ese siglo. Inicialmente se asoció con el culto de Cibeles y luego se extendió al de Dioniso. No obstante, es posible que solo se haya vuelto más prominente entonces, ya que la aparición casi universal de tambores de mano y flautas en los cultos orgiásticos podría hablar de su utilización en el culto dionisíaco de la Grecia preclásica. En el arte griego aparece representado por primera vez en el siglo VIII a. C. en un disco votivo de bronce encontrado en una cueva en Creta, que era un lugar del culto a Zeus en el monte Ida.
El uso del instrumento se incrementó a medida que los cultos asiáticos se hicieron más populares. Tito Livio describió su función extática en el culto a Dioniso y la introducción del culto a Cibeles en Roma en el 204 a. C. fomentó su empleo. Son muchas las referencias literarias romanas y las representaciones pictóricas, que suelen referirse a este uso ritual. La popularidad del mimo desde finales de la época republicana también extendió su uso. Los interludios de danza y canto a veces complementaban la actuación del mimo y entre los instrumentos que se presentaban se encontraban los tympana.

### Culto a Dioniso
El tympanum es uno de los objetos que se portaban a menudo en el tíaso o comitiva extática de Dioniso. Este instrumento solía ser tocado por las ménades, mientras que los instrumentos de viento por ejemplo la flauta de pan o el aulós eran soplados por los sátiros. La interpretación de música frenética contribuía a que se alcanzase un estado extático que los devotos de Dioniso buscaban.

### Culto a Cibeles
El tympanum era el más común de los instrumentos musicales asociados a los ritos de Cibeles en el arte y la literatura de Grecia y Roma. Sin embargo, no aparece en las representaciones de Anatolia, donde surgió la diosa. A partir del siglo VI d. C. en la iconografía de Cibeles como Meter ("madre") o en latín Magna Mater (la "gran madre") puede aparecer representada con el tympanum apoyado en su brazo izquierdo, generalmente sentada y con un león en su regazo o en su presencia. El "Himno homérico a la gran madre" dice que la diosa ama el sonido del tympanum. Este tambor continuó caracterizándose como un atributo de Cibeles en la era imperial romana.

## Galería de imágenes

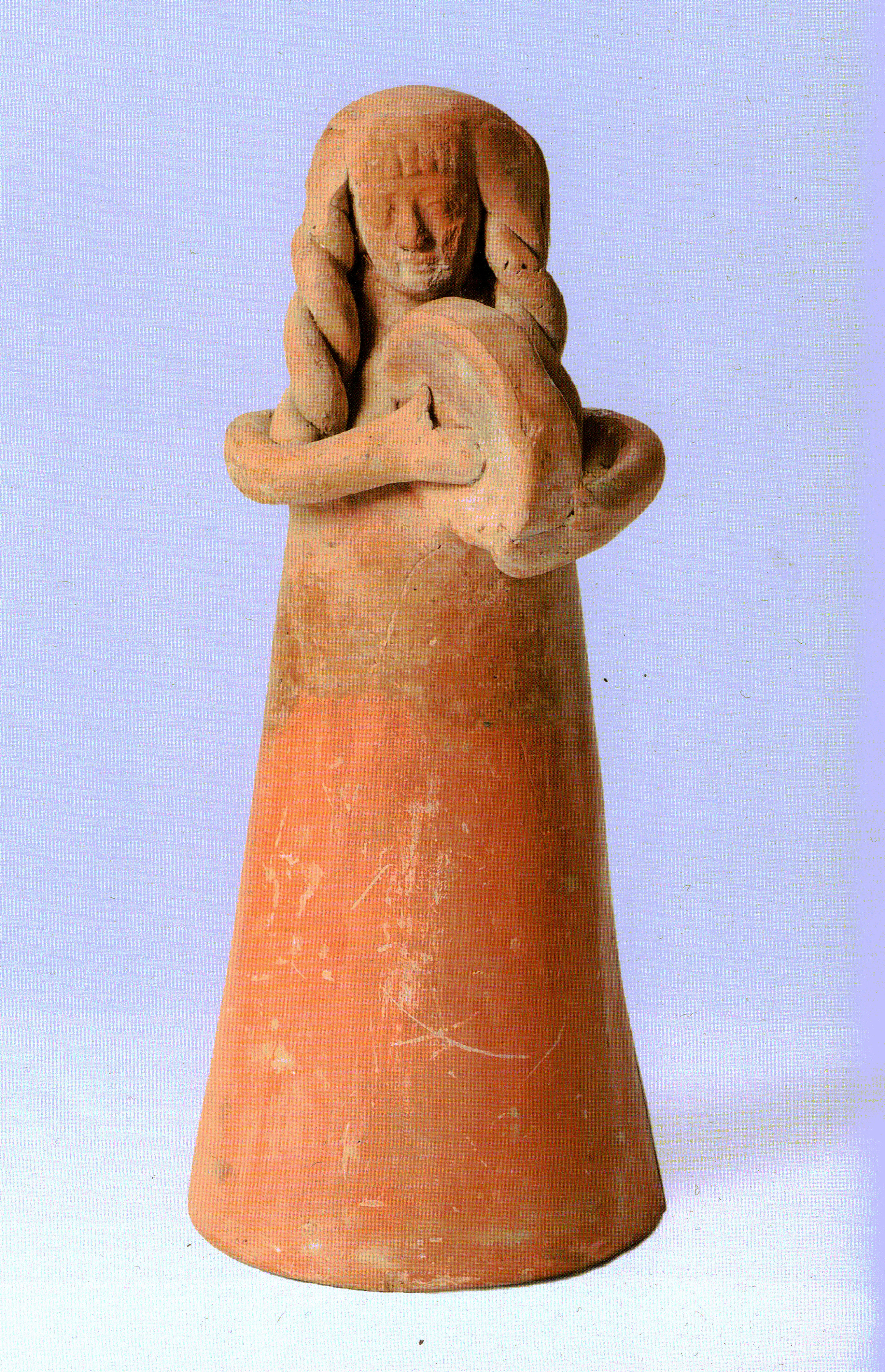
Mujer tocando, estatuilla de terracota de Shikmona, Israel. Museo Marítimo Nacional Israelí (s. VIII a. C.)
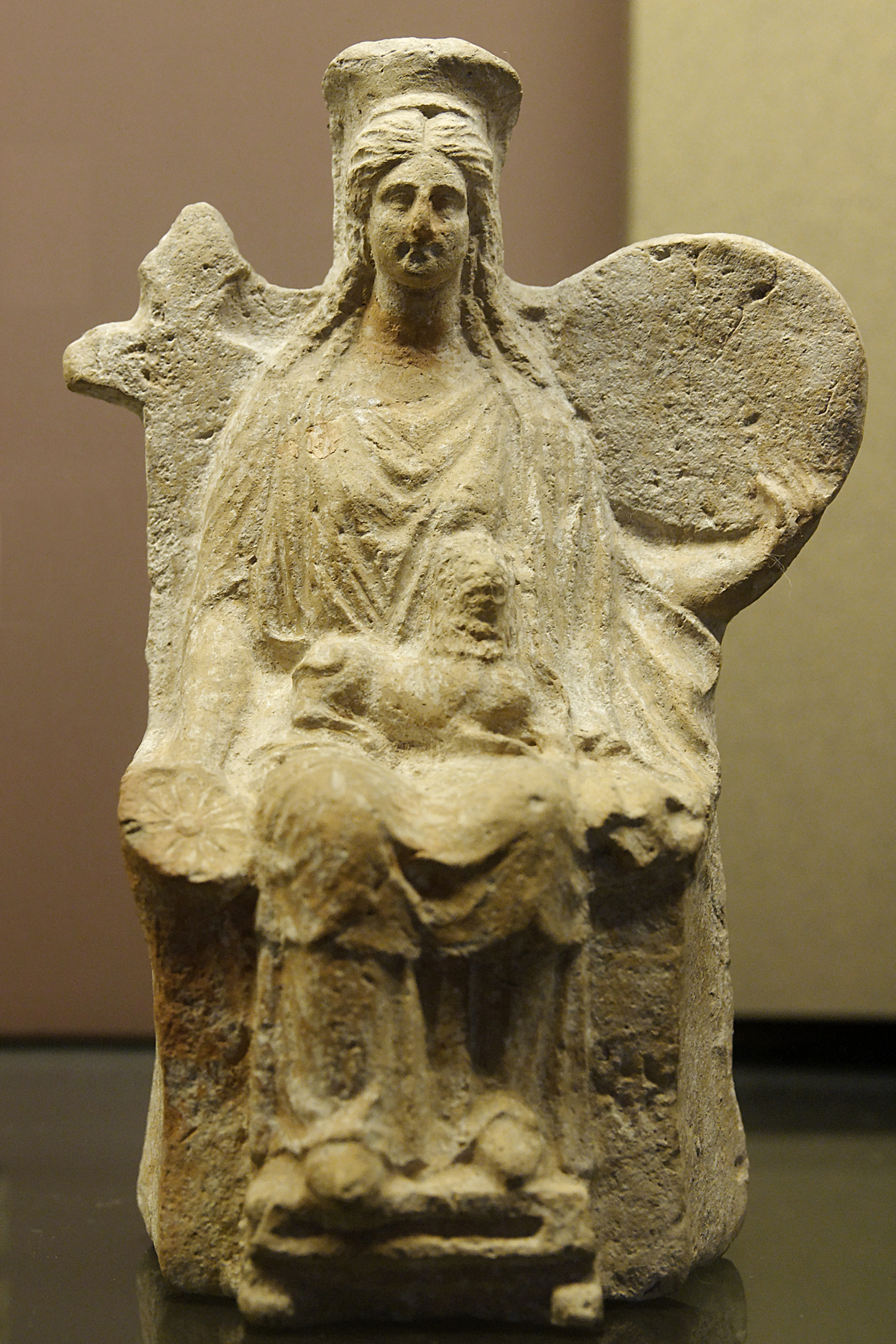
Cibeles con tympanum y pátera, estatuilla de terracota. Museo del Louvre.
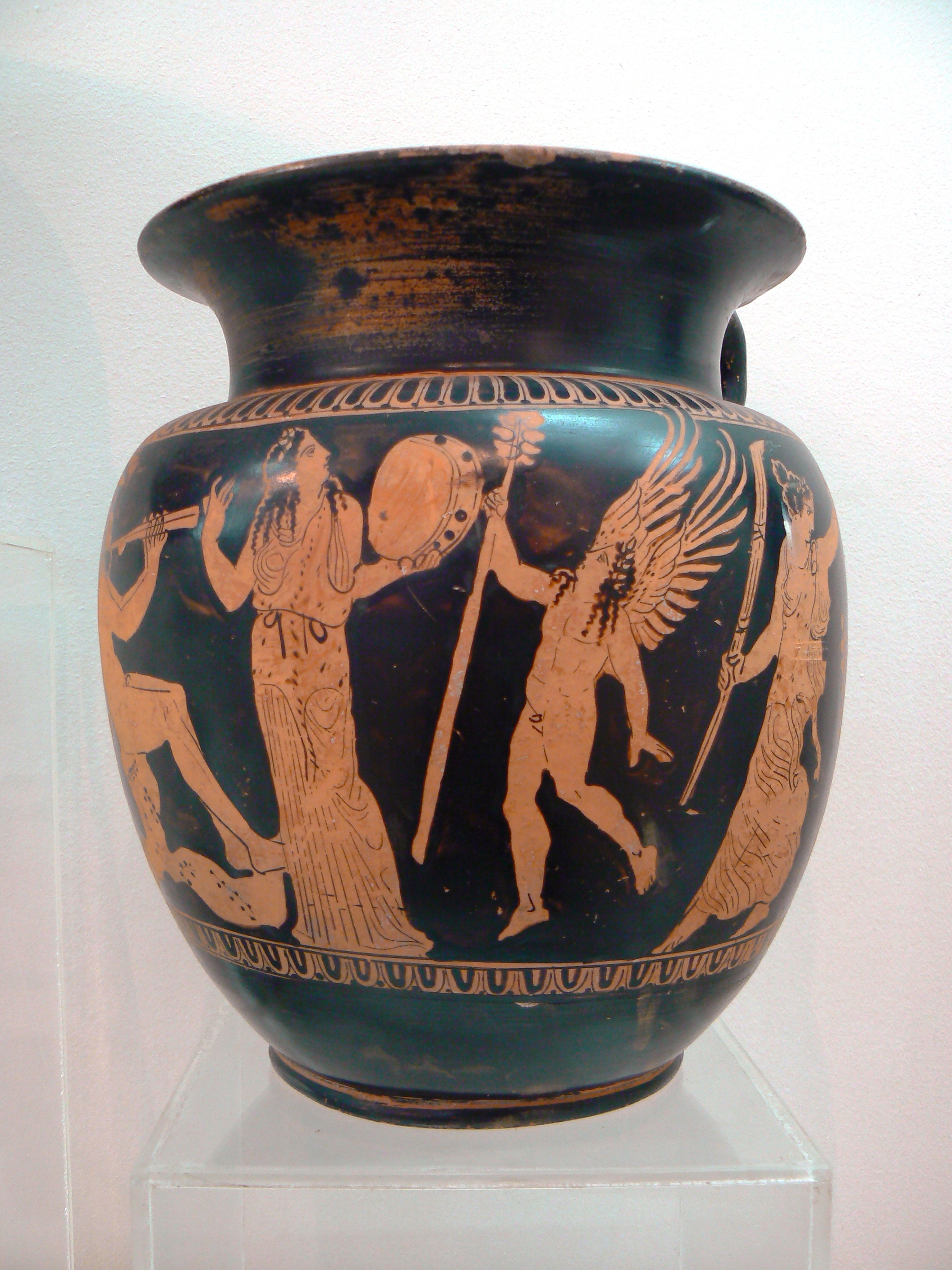
Mujer tocando un tympanum en cerámica de figuras rojas. Museo arqueológico de Burgas, Bulgaria (ca. 360-330 a. C.)
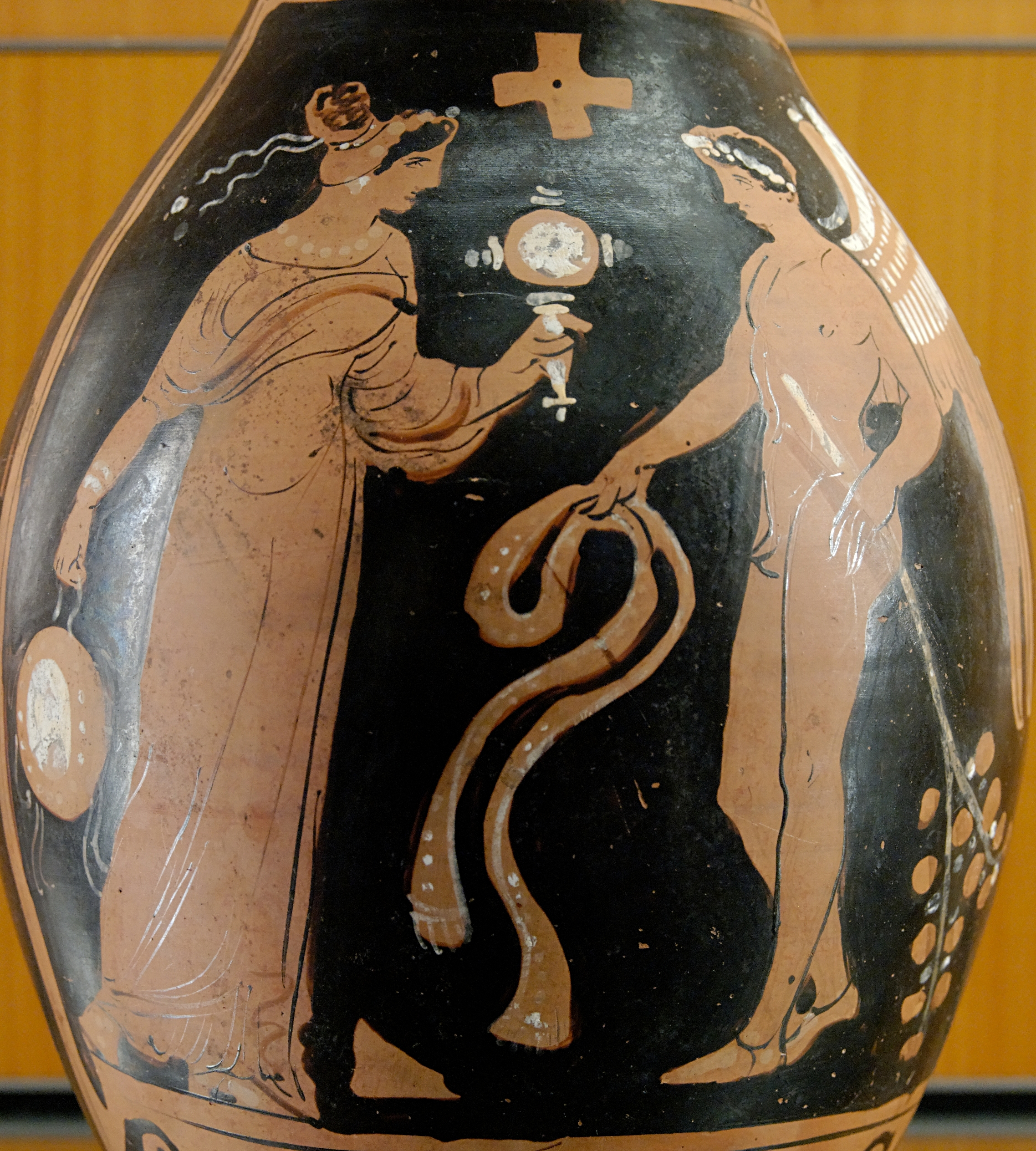
Ménade con tympanum en enócoe de figuras rojas, Magna Grecia. Museo de Bellas Artes de Lyon (ca. 320 a. C.)
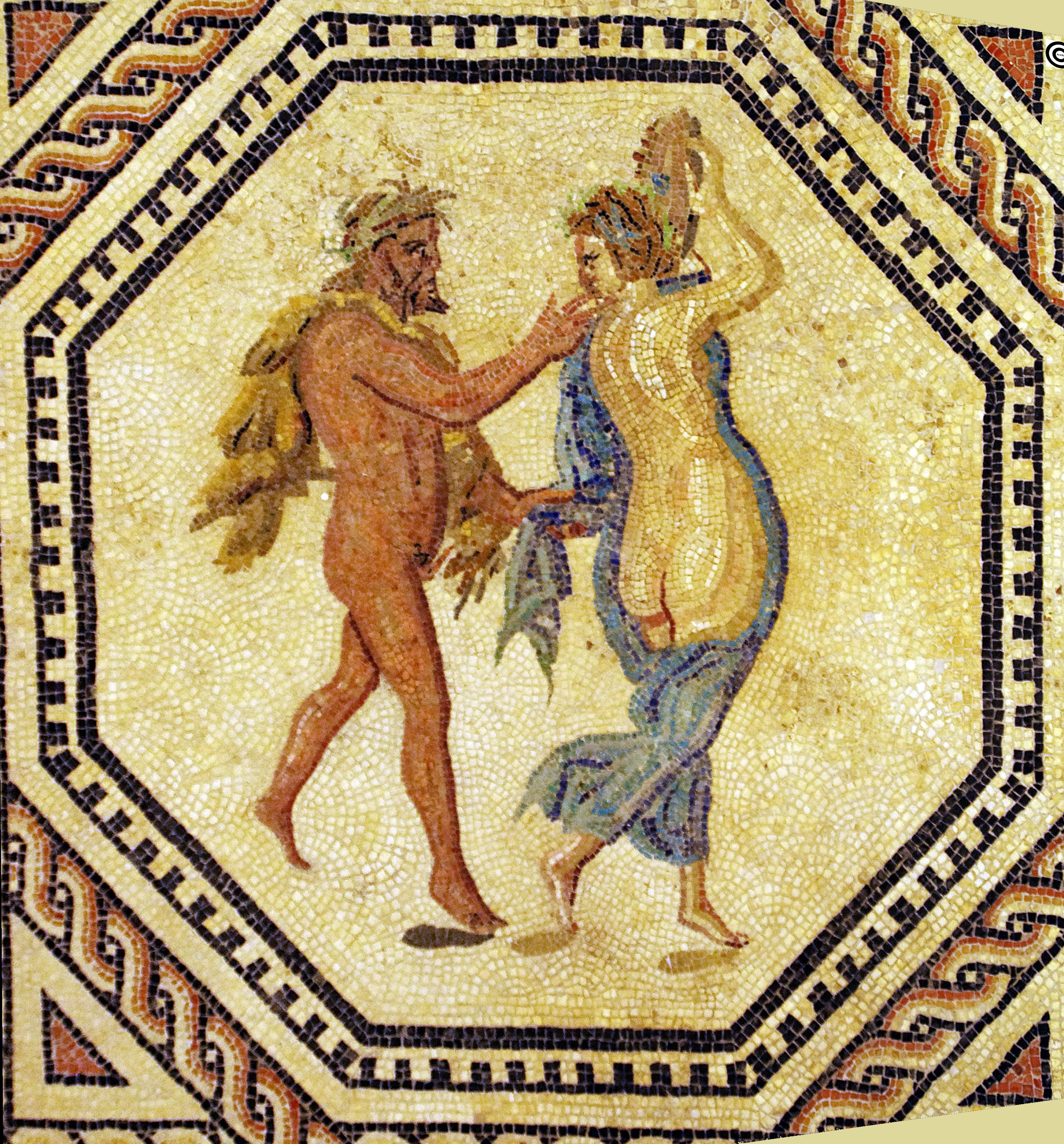
Ménade con tympanum y sátiro en mosaico romano. Museo romano-germánico de Colonia, Alemania (220 d. C.)
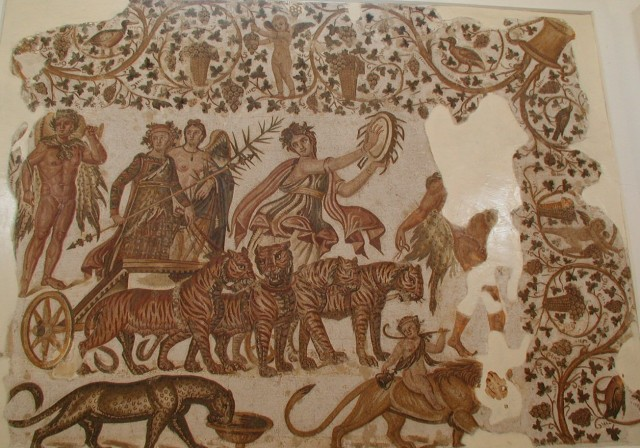
El triunfo de Baco, mosaico romano. Museo Arqueológico de Susa, Túnez (s. III d. C.)
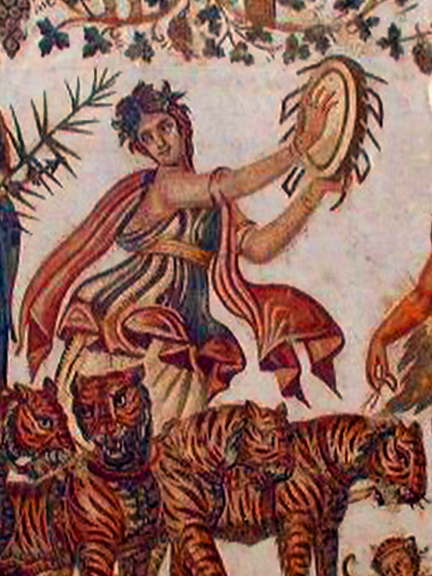
Detalle de ménade con tympanum del mosaico El triunfo de Baco.
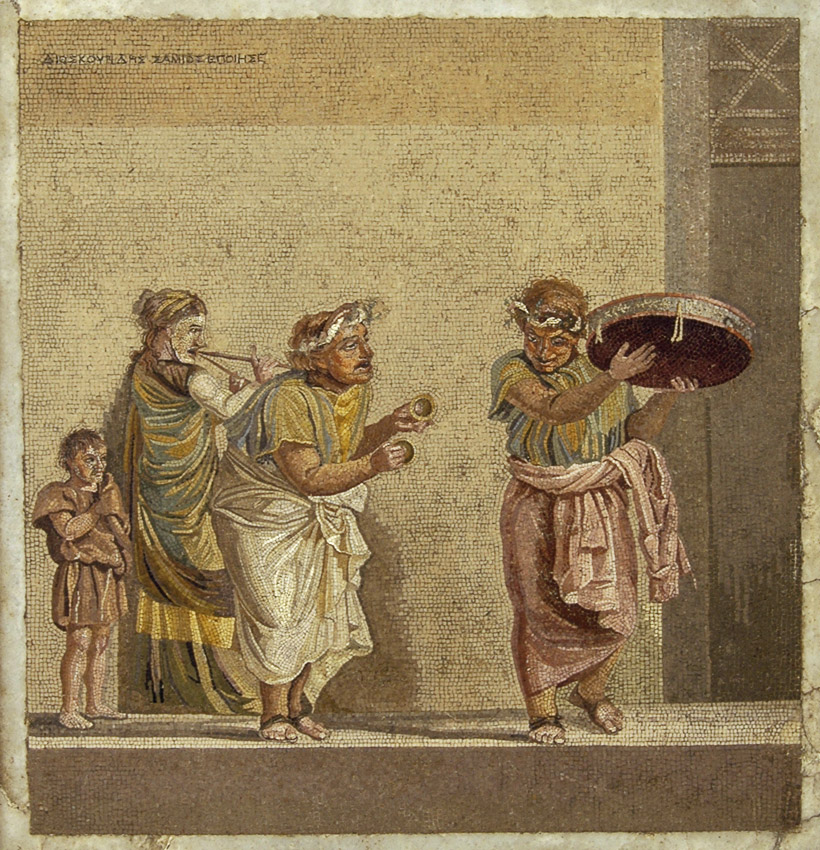
Scena comica con suonatori ambulanti ("Músicos vagantes") mosaico de Pompeya Museo Arqueológico de Nápoles (s. I a. C.)
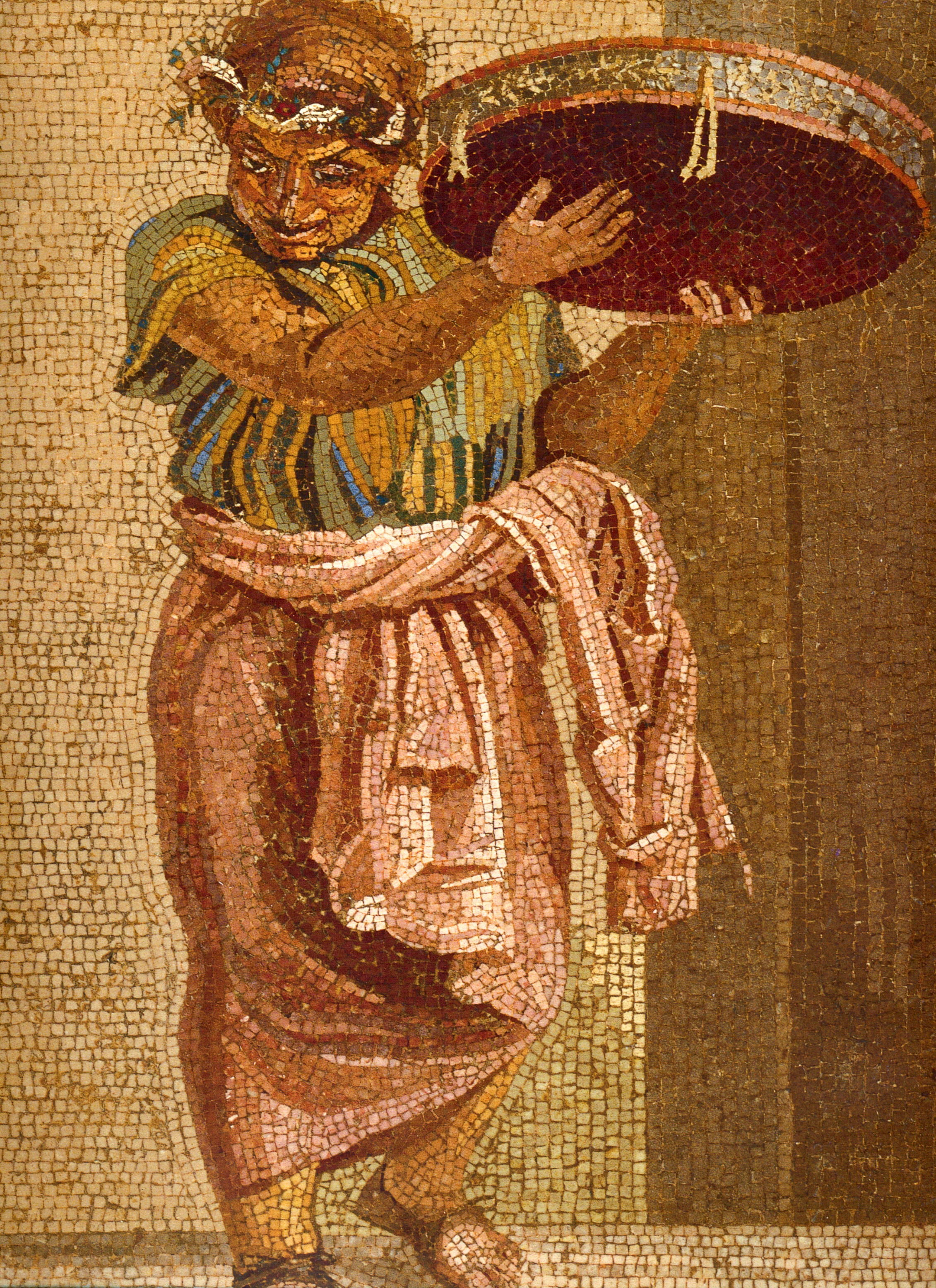
Detalle del intérprete de tympanum del mosaico "Músicos vagantes".
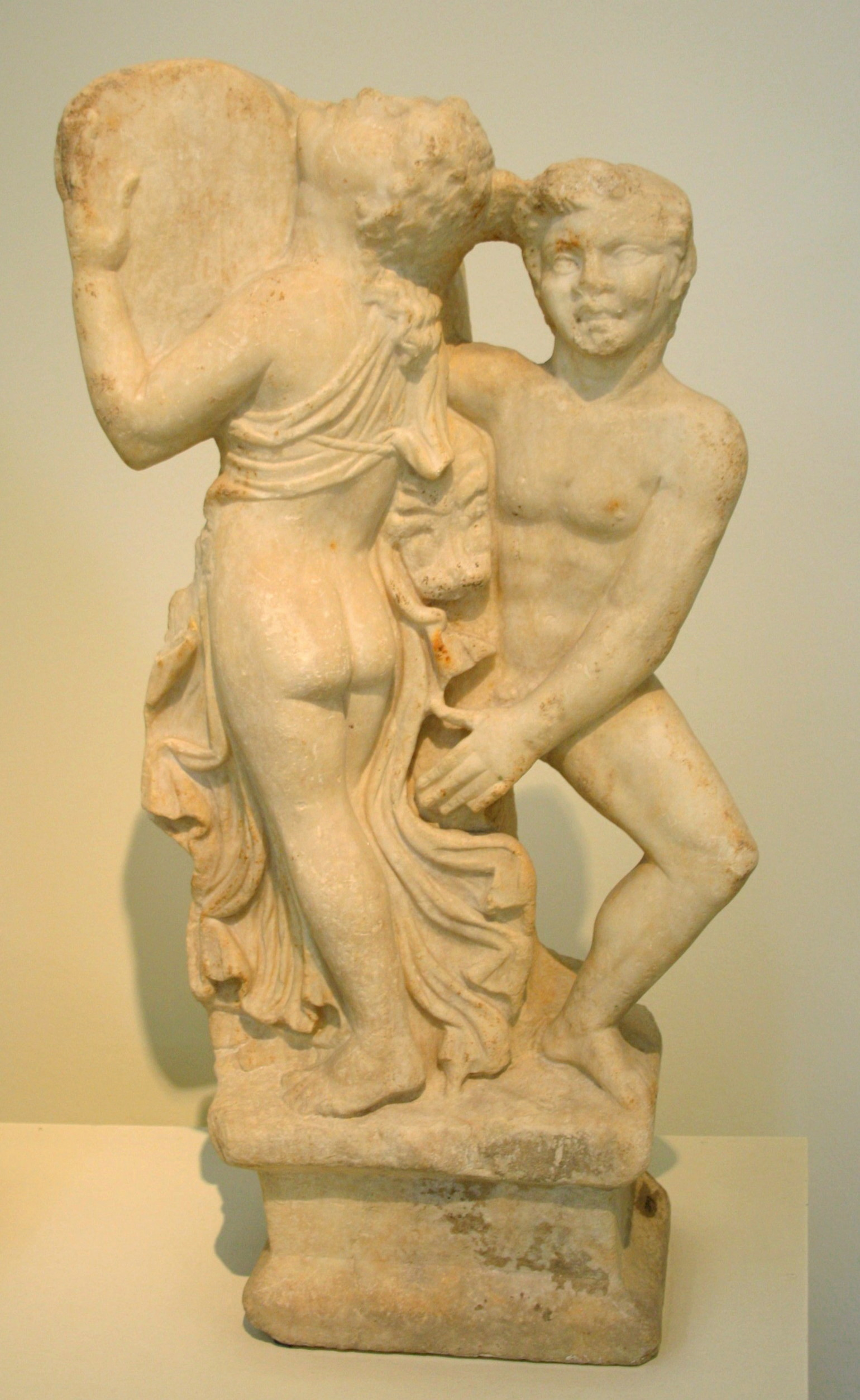
Ménade con tympanum y sátiro, escultura en pie de mesa. Museo Arqueológico de Atenas (250-275 d. C.)